# Jan Flasieński
Jan Flasieński (ur. 1789, zm. w styczniu 1852) – kapitan artylerii Wojska Polskiego Królestwa Kongresowego, urzędnik, autor przewodnika.
Do 1819 pełnił służbę w Kompanii 2 Pozycyjnej 2 Brygady Artylerii Pieszej, a następnie w Sztabie Korpusu Artylerii i Inżynierów na stanowisku adiunkta sztabu. W 1819 awansował na porucznika, a w 1825 - kapitana 2 klasy. Studiował na Uniwersytecie Jagiellońskim, przez wiele lat pracował jako urzędnik w Warszawie. Podróżował dużo po Europie, czego owocem stał się pierwszy w języku polskim Przewodnik dla podróżujących po Europie (1851).